# لمینگ (تگزاس)
لمینگ (به انگلیسی: Leming) یک منطقهٔ مسکونی در ایالات متحده آمریکا است که در تگزاس واقع شده‌است. لمینگ ۹۴۶ نفر جمعیت دارد.